# Jacobus Schuurbeque Boeije
Jonkheer mr. Jacobus Schuurbeque Boeye (Middelburg, 22 oktober 1891 - Amsterdam, 3 november 1955) was een Nederlands bestuurder. 
Hij is afgestudeerd in de rechten aan de Rijksuniversiteit Utrecht en daarna was hij werkzaam op het ministerie van Buitenlandse Zaken en het Centraal Bureau voor de Statistiek. Schuurbeque Boeye was van 1934 tot aan zijn dood in 1955 burgemeester van Zierikzee.